# Dreifaltigkeitskirche Stützengrün

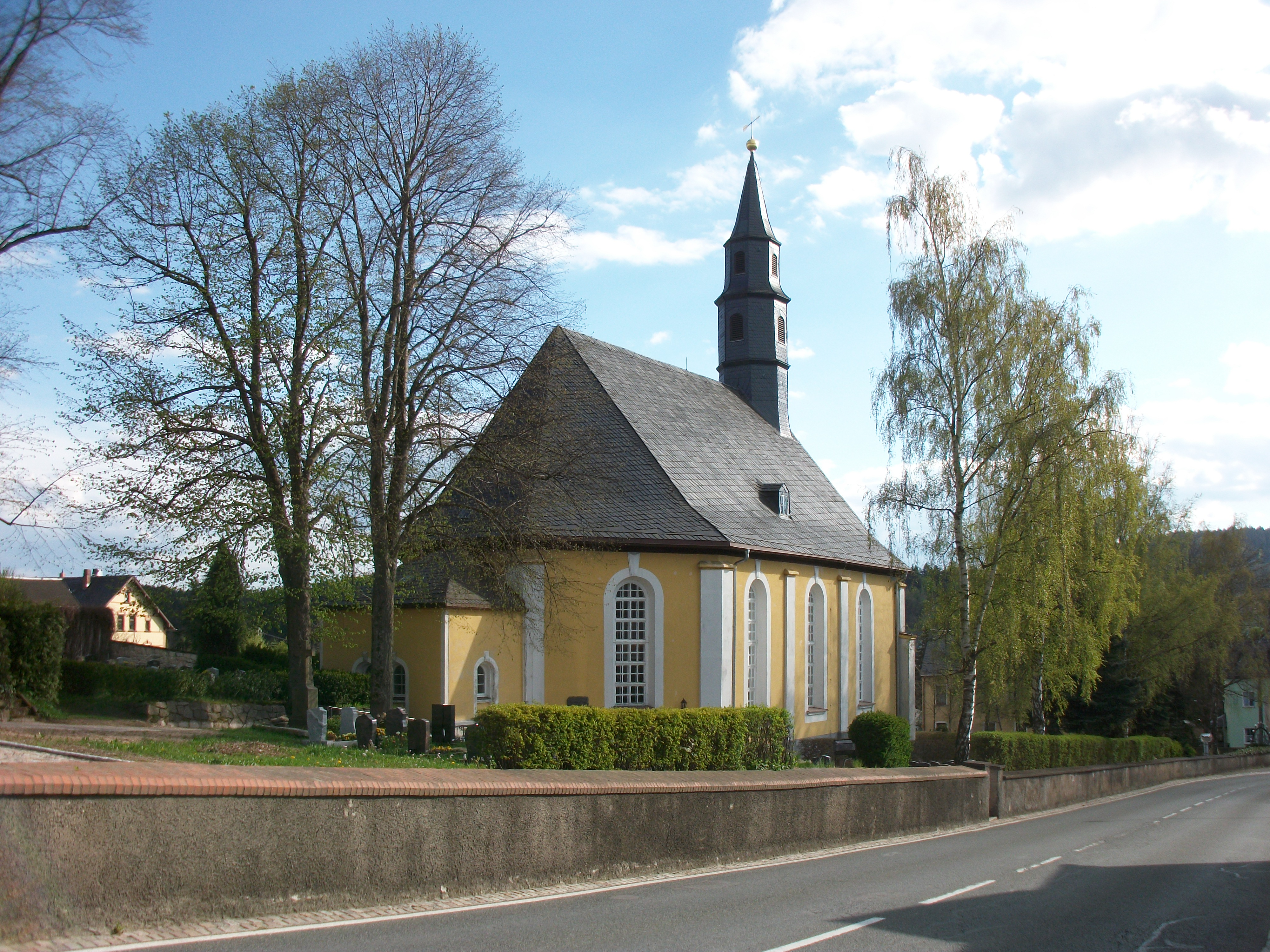
Dreifaltigkeitskirche Stützengrün

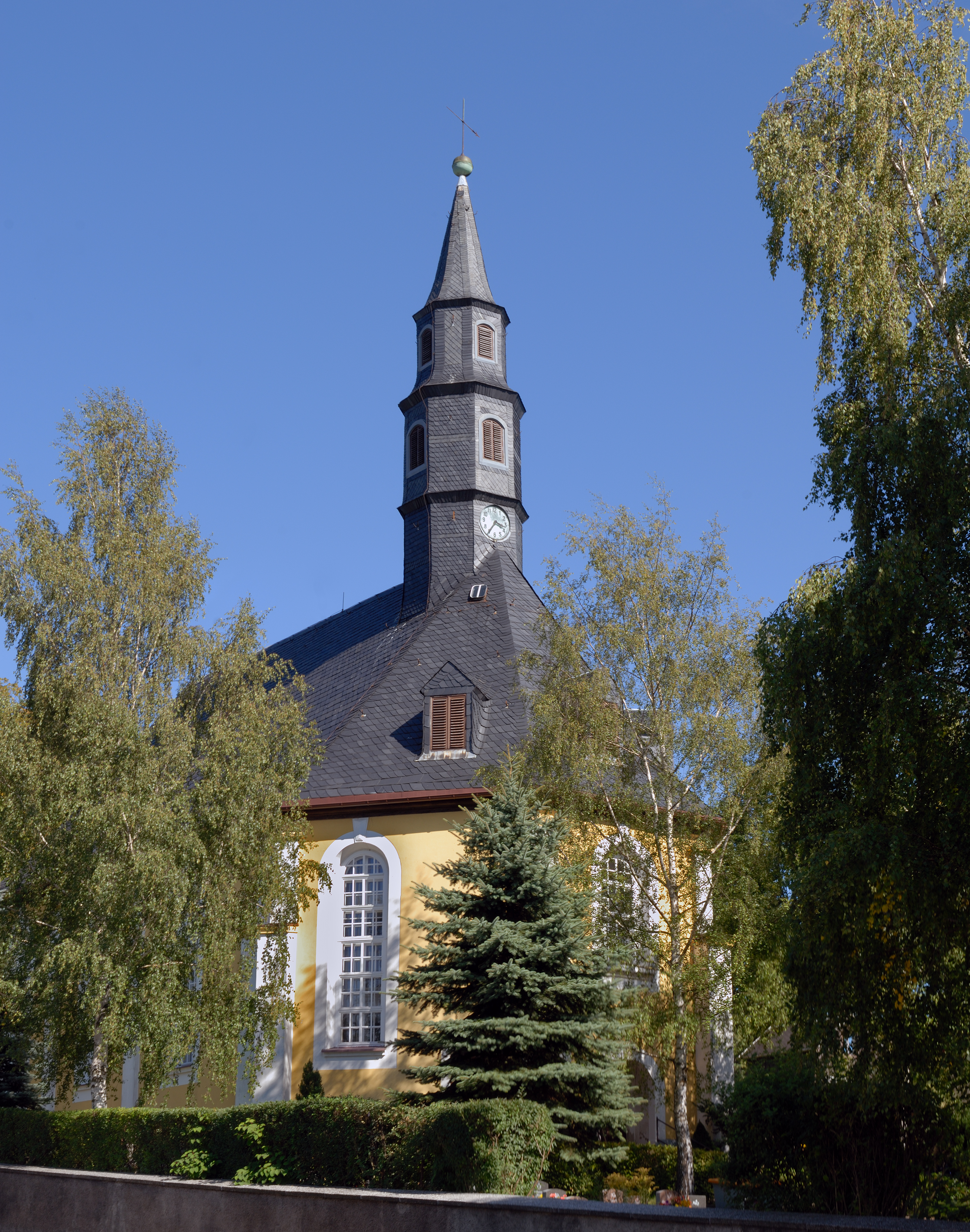
Dreifaltigkeitskirche Stützengrün

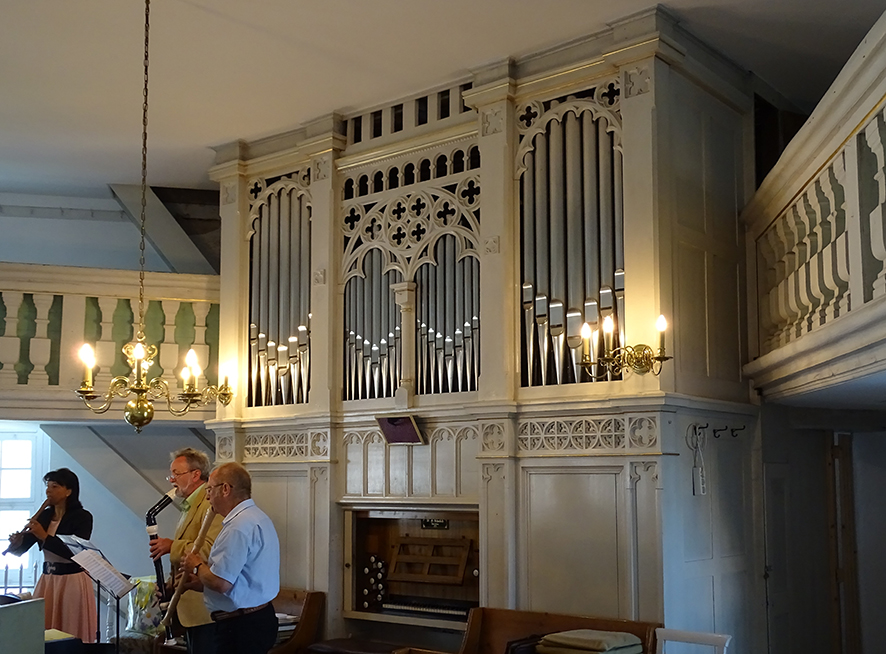
W.-F.-Jehmlich-Orgel

Die evangelische Dreifaltigkeitskirche ist eine barocke Saalkirche in Stützengrün im Erzgebirgskreis in Sachsen. Sie gehört zur Kirchengemeinde Stützengrün im Kirchenbezirk Aue-Schwarzenberg der Evangelisch-Lutherischen Landeskirche Sachsens.

## Geschichte und Architektur
Die Kirche mit hohem schlankem Dachreiter wurde in den Jahren 1697–1701 von Johann Herold aus Eibenstock und Kaspar Viehweg aus Schönheide erbaut. Restaurierungen wurden in den Jahren 1957/58 im Innern und 1991/92 außen durchgeführt. Das Bauwerk ist ein verputzter Bruchsteinbau mit Walmdach, der im Osten und im Westen dreiseitig geschlossen ist. Die Gliederung des Äußeren wird durch Rundbogenfenster zwischen Strebepfeilern bestimmt. Der ehemalige Westturm wurde wegen Baufälligkeit abgetragen und 1731 durch einen dreigeschossigen Dachreiter mit Spitzhelm ersetzt; am Westeingang ist das Bauwerk auf das Jahr 1731 datiert. Die im Osten angebaute Sakristei ist auf das Jahr 1801 datiert.
Das Innere ist ein gestreckter achteckiger Saal mit flacher Holzdecke, der von zweigeschossigen Emporen umgeben ist. An der Südwand ist die Patronatsloge mit einem Familienwappen des Spitzenhändlers Herold angeordnet, hölzerne Betstuben des 19. Jahrhunderts zu beiden Seiten des Altars.

## Ausstattung
Das Hauptstück der Ausstattung ist ein Kanzelaltar aus der Erbauungszeit der Kirche, der am Korb eine figurenreiche Reliefdarstellung der Kreuzigung und seitlich lebensgroße Schnitzfiguren der Apostel Petrus und Paulus zeigt. Über dem Gesims ist die Aufrichtung der Ehernen Schlange dargestellt, zu beiden Seiten je ein Engel; ein Strahlenkranz dient als Bekrönung.
Die Orgel ist ein Werk von Wilhelm Fürchtegott Jehmlich aus dem Jahr 1859 mit 14 Registern auf einem Manual und Pedal. Die Orgel wurde 1991 durch dieselbe Firma auf die ursprüngliche Disposition zurückgeführt.